# L'era del diamante
L'era del diamante. Il sussidiario illustrato della giovinetta (titolo originale: The Diamond Age or, A Young Lady's Illustrated Primer) è un romanzo di fantascienza del 1995 di Neal Stephenson, vincitore del Premio Hugo 1996 e del Premio Locus. È considerato appartenere al filone cyberpunk o postcyberpunk.
È un romanzo di formazione incentrato su una ragazza ed ambientato in un mondo in cui la nanotecnologia influenza ogni aspetto della vita. I temi principali includono l'educazione, le classi sociali, la segregazione culturale e la risposta della società ai cambiamenti tecnologici.
Il romanzo è stato pubblicato inizialmente nel 1995 dalla Bantam Books.

## Ambientazione

### Progresso scientifico
L'era del diamante è ambientato in un prossimo futuro, drasticamente rivoluzionato dall'avanzamento scientifico nel campo delle nanotecnologie. 
La nanotecnologia molecolare è presente in ogni aspetto del mondo del romanzo, a cominciare dai "compilatori di materia", gli assemblatori molecolari che costituiscono il principale mezzo di produzione quotidiano dell'universo narrativo.
Vi sono espliciti riferimenti ai risultati ottenuti da veri ricercatori delle nanotecnologie, come Richard Feynman, Eric Drexler e Ralph Merkle, ritratti in un affresco nel laboratorio di progettazione e costruzione di impianti nanotecnologici.
Le maggiori città sono dotate di sistemi difensivi composti da sciami di nanomacchine e di compilatori di materia pubblici in grado di replicare acqua, cibo elementare e coperte, per gli strati più poveri della popolazione; la polizia e la criminalità si fronteggiano usando espedienti nanotecnologici sempre più raffinati, mentre è pratica comune iniettarsi nanomacchine come protezione sanitaria o impiantare nel proprio corpo modifiche tecnologiche permanenti.
Vi sono inoltre esempi di tecnologie avanzate, quali la chevaline, un cavallo meccanico in grado di fungere da mezzo di trasporto ma sufficientemente leggero da essere condotto con una sola mano, e giornali elettronici che riportano notizie personalizzate. 
I compilatori di materia ricevono energia dall'Alimentatore, una rete analoga a quella elettrica della società moderna, in grado di veicolare allo stesso tempo energia e molecole base, rapidamente assemblate dai macchinari in forme più complesse. La fonte da cui si origina questa rete è sotto il controllo del phylum Neovittoriano. La natura gerarchica della rete di alimentazione rispetto all'Alimentatore, contrapposta alla nuova tecnologia che sembra in procinto di svilupparsi, il Seme, ricalca il conflitto culturale delineato nel romanzo tra occidente, neovittoriano e ipertecnologico, e oriente, cinese e tradizionalista. Un conflitto che vede nell'Alimentatore un sistema di distribuzione centralizzato, contrapposto al metodo di creazione del Seme, più flessibile, multicentralizzato e indeterminato.

### Phylum
La società in L'era del diamante è strutturata in Phylum o Tribù, ovvero gruppi di persone unite dalla condivisione di un medesimo sistema valoriale, un simile retaggio, la stessa religione, e altre analogie culturali. Nel futuro estremamente globalizzato del romanzo, tali differenziazioni culturali hanno soppiantato il sistema governativo dello Stato-nazione. Le città sono pertanto in larga parte divise in Concessioni, enclave sovrane appartenenti o affiliate ai diversi phylum, localizzate all'interno o nei pressi delle città di tutto il mondo, che spesso si mantengono separate dalle altre tribù con lo scopo di detenere una sovranità autonoma e indipendente. Assieme alle zone non destinate alle concessioni, vanno a formare le singole metropoli.
Il sistema dei phylum coesiste con quello degli stati nazionali attraverso un sistema di giustizia e di mutua protezione condiviso, noto come Protocollo economico comune (PEC). Le regole del PEC hanno lo scopo di consentire la convivenza pacifica ed economicamente fruttuosa tra i diversi phylum, anche in presenza di sistemi di valori molto diversi. Il PEC è attento a salvaguardare i diritti della proprietà personale e prevede pene particolarmente severe per chi metta a rischio le capacità economiche di un'altra persona. Il ruolo del PEC è assimilabile a quello che nella nostra società rivestono organizzazioni sovranazionali come l'ONU o il Fondo Monetario Internazionale.
All'interno di tale contesto sociale, i "Teta" sono gli individui che non appartengono a nessun phylum e costituiscono i cittadini di serie B del sistema PEC, spesso socialmente svantaggiati ed economicamente poveri. Nel romanzo è mostrato come i bisogni materiali dei Teta siano soddisfatti dai prodotti di scarsa qualità degli assemblatori molecolari gratuiti e come, in relazione alla giustizia, privi delle influenze politiche di phylum e altri gruppi organizzati, siano spesso in balia di un'analogamente scarsa difesa giudiziaria d'ufficio.
Il romanzo indica tre phylum principali: gli Han (formato da cinesi Han), i Neovittoriani di Nuova Atlantide (formato principalmente da anglosassoni, ma aperto anche a indiani, africani e altri membri della sfera di influenza anglosassone che si identificano con la loro cultura) e i Nippon (formato da giapponesi). È questione dibattuta nell'universo narrativo se includere, come quarto tra i phylum maggiori, l'Hindustan (formato da popolazioni indù), costituito da una costellazione di piccoli gruppi eterogenei riuniti sotto un'unica formula poco chiara dall'esterno.
Internamente il phylum di Nuova Atlantide è un'oligarchia corporativa governata da "Lord" azionisti, riunificati dalla fedeltà alla rappresentativa Monarchia britannica e da un rigido codice morale di derivazione vittoriana. Altri phylum e entità collettive sono meno definiti nella loro organizzazione, come il gruppo hacker CryptNet o la struttura ad alveare dei Tamburini.

## Trama
Nella Shanghai ipertecnologica del XXI secolo, sotto la Repubblica Costiera Cinese, il geniale progettista John Percival Hackworth ha realizzato il Sussidiario Illustrato della Giovinetta, un rivoluzionario nanocomputer educativo dalle possibilità straordinarie, commissionatogli, per l'educazione non convenzionale della nipote, da uno dei capi della sua tribù, il facoltoso Lord Alexander Chung-Sik Finkle-McGraw dei potenti neovittoriani. 
Contro la rigida morale della propria comunità, Hackworth ha creato illegalmente un'altra copia del Sussidiario per sua figlia, ma questa viene rubata e finisce in mano a Nell, una bambina Teta di 4 anni appartenente alla classe più povera e disagiata della società. Da quel momento la vita di Nell cambia e, con le potenzialità riservate alle élite dei ceti più elevati, riuscirà a farsi largo in un mondo virtuale creato per lei dal Sussidiario, e in quello reale, nel contrasto tra moderne classi sociali e tradizioni dell'antica Cina, sullo sfondo di un complotto tecnologico-politico volto a destabilizzare l'equilibrio del sistema delle tribù; Nell si troverà così ad avere un ruolo decisivo per lo sviluppo futuro dell'umanità.
Alla storia di formazione di Nell si intrecciano la decadenza sociale di Hackworth, più egli si addentra nel mistero della nuova tecnologia del Seme in procinto di affermarsi come rivoluzione tecnologica, e la vicenda di Miranda, attrice interattiva impiegata nell'interfaccia del Sussidiario di Nell fino a divenirne una figura materna, che decide di mettersi alla ricerca della bambina.
Seguiamo inoltre, come presenza costante nel romanzo, le avventure formative di Nell nel mondo virtuale creato dal Sussidiario per la sua educazione, attraverso storie pedagogiche ispirate alla narrativa fantastica e per ragazzi, con prove di sempre maggior difficoltà che spingono Nell a un processo di apprendimento di nuove conoscenze tecnologiche e dinamiche interpersonali.

## Personaggi
- Nell (Nellodee) – La protagonista della storia, dal punto di vista del romanzo di formazione. Nata nei bassifondi da Tequila, madre single "Teta", con l'aiuto del Sussidiario cresce fino a farsi largo nel mondo e conquistare la propria indipendenza.
- Harv (Harvard) – Fratello maggiore di Nell, riveste inizialmente il ruolo di suo protettore; sottrae la copia del Sussidiario a John Percival Hackworth e la regala a Nell. Lascia la sorella quando questa si unisce al phylum Coda di Rondine.
- Bud – Piccolo criminale "Teta", è uno dei fidanzati di Tequila e sconosciuto padre di Harv e Nell. Ossessionato dalla sua forza fisica, possiede una pistola intracranica che usa per uccidere un uomo del phylum Ashanti. Per questo verrà giustiziato all'inizio del romanzo.
- Tequila – Madre snaturata di Harv e Nell; dopo la morte di Bud intrattiene diverse relazioni con uomini che maltrattano i suoi figli.
- John Percivl Hackworth – Il secondo protagonista del romanzo. È un brillante progettista nanotecnologico neovittoriano e scrive il codice del Sussidiario. Costruisce contro la morale della sua tribù una seconda copia del Sussidiario per la figlia Fiona, coetanea di Nell, ma gli viene sottratta. Scoperto il suo crimine è costretto a diventare un agente doppiogiochista nello scontro di potere tra Neovittoriani di Nuova Atlantide e Celeste Impero Cinese.
- Fiona Hackworth – Figlia di John Percival Hackworth, per la quale lui crea la seconda copia del Sussidiario. Riceverà comunque il proprio Sussidiario, grazie al quale potrà restare in contatto col padre durante il suo lungo esilio tra i Tamburini; alla fine riuscirà a riunirsi a lui nelle fasi conclusive dell'indagine sul Seme.
- Gwendolyn Hackworth – Moglie di John Percival Hackworth e madre di Fiona; divorzierà dal marito durante il suo esilio tra i Tamburini.
- Lord Alexander Chung-Sik Finkle-McGraw – Lord neovittoriano, azionista a livello ducale del conglomerato aziendale Apthorp; è colui che commissiona a Hackworth la realizzazione del Sussidiario per l'educazione della nipote.
- Elizabeth Finkle-McGraw – Nipote di Lord Finkle-McGraw. Per lei viene realizzato il Sussidiario, ma non risulterà mai del tutto coinvolta dal percorso educativo da esso creato, come sarà per Nell; finisce per ribellarsi ai costumi neovittoriani, anche a seguito degli abusi di Miss Stricken, e abbandona l'agio della propria famiglia aristocratica per unirsi agli elusivi hacker del phylum Cryptnet.
- Giudice Fang – Il giudice cinese confuciano che a inizio romanzo condanna a morte Bud. Indaga sull'aggressione subita da Hackworth, scoprendo la copia illegale del Sussidiario rubata da Harv, e decide di lasciarla a Nell in linea con i principi del Confucianesimo da lui professati. In seguito a questa decisione mette in discussione la propria adesione alla Repubblica Costiera Cinese e si unisce al Celeste Impero.
- Chang e Miss Pao – Assistenti del Giudice Fang.
- Dottor X – Un misterioso esperto di nanotecnologia illegale che si rivela in realtà essere un potente capo confuciano ai vertici del Celeste Impero Cinese. Si fa chiamare così a causa della difficoltà degli occidentali a pronunciare il suo vero nome, permettendo loro di usare solo la prima lettera.
- Agente Moore – Ex colonnello Arthur Hornsby Moore in congedo, ora guardiano della comunità Coda di Rondine; diviene tutore di Nell e una sorta di padre adottivo.
- Miranda Redpath – Interattrice, ossia attrice che lavora in film interattivi. Interpreta i personaggi nella storia del Sussidiario di Nell, sviluppando attaccamento per la bambina e diventando per lei una figura materna.
- Carl Hollywood – Interattore e produttore, amico di Miranda e confidente. Assume maggior rilevanza nella fase finale del romanzo, durante lo scontro fra Repubblica Costiera e Celeste Impero.
- Miss Matheson – Direttrice dell'accademia neovittoriana che frequentano insieme Nell, Elizabeth e Fiona. Aiuta Nell a trovare la propria strada.
- Miss Stricken – Severa insegnante dell'accademia di Miss Matheson che usa frequenti punizioni fisiche sui suoi studenti anche per infrazioni minori. Si confronta direttamente con Nell quando tenta di bacchettarla col righello e viene disarmata dalla ragazza grazie all'addestramento del Sussidiario; mette in detenzione Nell, Elizabeth e Fiona spingendole all'esasperazione.

## Edizioni
- (EN) Neal Stephenson, The Diamond Age or, A Young Lady's Illustrated Primer, Bantam Book, 1995, ISBN 0-553-09609-5.
- Neal Stephenson, L'era del diamante. Il sussidiario illustrato della giovinetta, traduzione di Giancarlo Carlotti, Milano, Shake, 1997, ISBN 88-86926-31-6.
- Neal Stephenson, L'era del diamante, traduzione di Giancarlo Carlotti, Roma, Fanucci, 2023, ISBN 9788834743416.